# Дудина, Ирина Викторовна
Ирина Викторовна Дудина (3 июня 1960, Ленинград) — российский поэт, художник, писатель, журналист. Член Союза писателей Санкт-Петербурга.

## Биография
Окончила философский факультет Ленинградского государственного университета (кафедра эстетики). Работала вахтёром, художником-оформителем, журналистом.
С 1988 года статьи, эссе, интервью, колонки, обзоры культуры  И. Дудиной печатались в газетах «Смена», «Дело»,  «Петербургский литератор», «Час пик», в журналах «Красный», «НОМИ», «Хулиган», «Студенческий меридиан». С 2003 года И. Дудина — ведущий журналист журнала «На Невском». С 2012 года — учредитель и главный редактор журнала «Богемный Петербург» и «БОЛТ». Составитель и редактор антологии стихов о Васильевском острове «Мир Васильевского острова».
Состоит в поэтическом обществе «Осумасшедшившие безумцы».

## Книги Ирины Дудиной
- Дудина И. Харизмапад. — СПб.: Борей, 2002.
- Дудина И. Пение птиц в положении лежа. — СПб: Астрель-СПб, 2004. — 320 с. — ISBN 5-17-026824-6.
- Дудина И. На пиру у Флоры. — СПб: Красный Матрос, 2004. — 92 с. — ISBN 5-7187-0516-X.
- Дудина И. Рай и ад = Paradies und Hölle. Стихи. (Перевод с русского Э. Намдар) — Wien: VIZA edit, 2006. — 182 с.